# Oniromyia pachycerata
Oniromyia pachycerata är en tvåvingeart som först beskrevs av Jacques-Marie-Frangile Bigot 1892.  Oniromyia pachycerata ingår i släktet Oniromyia och familjen svävflugor. Inga underarter finns listade i Catalogue of Life.